# Rhodesiella lutea
Rhodesiella lutea är en tvåvingeart som beskrevs av Cherian 1973. Rhodesiella lutea ingår i släktet Rhodesiella och familjen fritflugor. Inga underarter finns listade i Catalogue of Life.